# 入来院重朝
入来院 重朝（いりきいん しげとも）は、戦国時代の武将。入来院氏12代当主。

## 生涯
入来院重聡の嫡子として誕生。天文8年（1539年）、父と共に島津貴久による薩州家・島津実久方の市来攻めに参加、市来平城を攻め落としたが、父が老体を理由に暇を告げたために、以後は重朝が代わって自軍を率い、続く市来本城（市来鶴丸城）攻めにも参加し功を為した。また、同年8月には薩州家に奪われていた百次城を取り返し、翌9月には隈之城をも奪い返した。
以後も変わらず島津氏宗家に付き従っていたが、天文13年（1544年）重朝が東郷氏・祁答院氏に与して叛乱するという噂が立つ。重朝は貴久へ弁明したが聞き入れられず、出仕停止を言い渡された上に、翌年の8月に郡山城を没収された。これを恨んだ重朝は貴久に反旗を翻した。
没年は不明ながら7月16日に死去。